# Deutz F2L 612/5
Der Deutz F2L 612/5 ist ein Schlepper, den Klöckner-Humboldt-Deutz von 1956 bis 1958 als Nachfolgemodell für den F2L 612/4 herstellte. Die Typenbezeichnung nennt die wesentlichen Motorkenndaten: Fahrzeugmotor mit 2-Zylindern und Lüftkühlung der Baureihe 6 mit einem Kolbenhub von 12 cm. Hinter dem Schrägstrich wird die eigentliche Modellnummer angegeben.
Der Zweizylinder-Dieselmotor vom Typ F2 L612 mit 1526 cm³ Hubraum leistet 24 PS und wird mit Luft gekühlt. Ab 1957 wurde der neu entwickelte Motor F2 L712 eingebaut, eine Umbenennung des Trakormodells fand allerdings nicht statt. Das Getriebe stammt von Deutz und hat zehn Vorwärtsgänge sowie zwei Rückwärtsgänge. Auf Wunsch konnte der Schlepper auch als Schmalspurversion mit 1070 mm Außenbreite und als Hackfruchtschlepper mit größeren Rädern und damit mehr Bodenfreiheit geliefert werden. Als Sparversion ohne Gruppenschaltung und mit nur 18 PS wurde der Traktor unter der Typenbezeichnung F2L 612/6 von 1956 bis 1958 angeboten.
Gegenüber dem Vorgängermodell wurde die Leistung um 2 PS durch Drehzahlerhöhung gesteigert. Zudem änderte Deutz bei dem Traktor die Vorderachse, die Lenkung, die Schaltbox und das Getriebe. Letzteres ist besser abgestuft und hat weniger Überschneidungen zwischen den schnelleren und den langsameren Gängen. Ein gravierender Nachteil des Getriebes ist jedoch, dass die Zapfwelle und das Mähwerk konstruktionsbedingt nur in den schnelleren Gängen nutzbar sind.